# 蘭道夫鎮區 (明尼蘇達州達科他縣)
蘭道夫鎮區（英語：Randolph Township）是位於美國明尼蘇達州達科他縣的一個行政鎮區。

## 地方資料
蘭道夫鎮區的面積為27.38平方千米，當中陸地面積為23.92平方千米，而水域面積為3.46平方千米。根據2020年美國人口普查的數據，當地共有人口760人，而人口密度為每平方千米27.76人。